# Subbotin (Mondkrater)
Subbotin ist ein Einschlagkrater auf der Mondrückseite. 
Der Krater liegt westlich des größeren Kraters Pavlov, in südwestlicher Richtung befindet sich der vergleichbar große Lampland. Der sehr alte Krater ist von vielen späteren Einschlägen übersät, seine Entstehungszeit fällt in die pränektarische Periode.
Subbotin hat drei Nebenkrater:
| Buchstabe | Position            | Durchmesser | Link |
| --------- | ------------------- | ----------- | ---- |
| J         | 32,04° S, 138,63° O | 20 km       |      |
| Q         | 30,84° S, 134,82° O | 16 km       |      |
| R         | 31,34° S, 134,16° O | 17 km       |      |

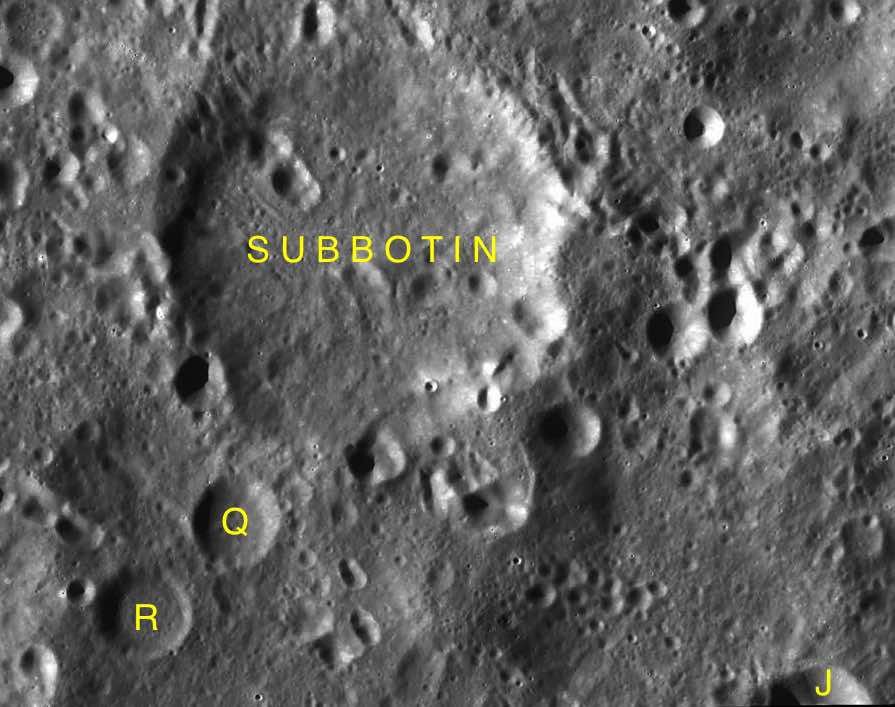
Subbotin mit seinen Nebenkratern

Der Krater wurde 1970 von der IAU offiziell nach dem sowjetischen Astronomen Michail Fjodorowitsch Subbotin benannt.